# Kamna Gorca
Kamna Gorca je naselje v Občini Rogaška Slatina.